# Liste des édits de France
Les édits royaux sont un instrument juridique de l'Ancien Régime.

## Mérovingiens et Carolingiens
- 614, édit de 614, promulgué par Clotaire II.
- 864, Édit de Pîtres, promulgué par Charles II le Chauve.

## Capétiens

### Capétiens directs
- 1306, Édit d'expulsion des juifs.
- 1315, Édit du 3 juillet 1315 promulgué par Louis X le Hutin affirmant que « selon le droit de nature, chacun doit naître franc ». Cette date marque l'abolition du servage dans le domaine royal : « le sol de France affranchit l'esclave qui le touche »[1].

### Valois
- 1396, Édit de 1396 qui autorise les condamnés à être confessés avant leur exécution.
- 1532, Édit du Plessis-Macé, unissant la Bretagne et la France.
- 1534, Édit de janvier 1534, rendu par François Ier, légitimant le supplice de la Roue.
- 1535, Édit de Coucy offrant l’amnistie aux réformés repentis en France.
- 1535, Édit de Joinville, qui réforme et simplifie l’organisation de la justice en Provence.
- 1536, Édit de Paris (25 janvier 1536), étendant les prérogatives de la Maréchaussée jusque-là réservées aux troupes militaires, à la population civile[2],[3]
- 1536, Édit de Crémieu réglant la juridiction des baillis, des sénéchaux, des présidiaux.
- 1539, Édit de Châteauregnard, qui crée la première loterie d’État.
- 1540, Édit de Fontainebleau, rendu par François Ier, premier édit de proscription contre les Protestants.
- 1541, Édit de Chatellerault, rendant le paiement de la gabelle obligatoire à chaque province du Royaume, cet édit est à la base de la jacquerie des pitauds.
- 1542, Édit de Cognac qui crée les généralités (circonscriptions administratives pour la levée de l'impôt)
- 1550, Édit des petites dates : pour réprimer les abus dans l'obtention des bénéfices ecclésiastiques.
- 1551, Édit de Châteaubriant, rendu par Henri II, renforçant la censure dans un contexte de répression anti-calviniste.
- 1552, Édit de janvier 1552, Henri II crée les sièges présidiaux comme tribunaux intermédiaires, les dispositions énoncées dans une série d'édit de mars 1552 sont destinées à leur mise en place[4].
- 1554, Édit de Fontainebleau qui établit le Parlement de Bretagne.
- 1556, Édit de février 1556 : les filles-mères ayant caché leur grossesse et tué l'enfant sont reconnues coupable d'infanticide et punies de mort.
- 1557, Édit de Compiègne,
- 1559, Édit d'Écouen, réprimant sévèrement le calvinisme.
- 1560, Édit des secondes noces (à cause de celles d'Anne d'Allègre, Saint-Romain-le-Preux)
- 1560, Édit de Romorantin, repoussant l'Inquisition.
- 1561, Édit d'avril 1561, concernant les Hôpitaux érigés en titre de Bénéfices[5].
- 1562, Édit de janvier 1562, qui proclame la liberté de conscience.
- 1563, Édit d'Amboise, qui est un traité de paix entre les protestants et les catholiques
- 1564, Édit de Roussillon : l'année commence le 1er janvier et non plus en mars.
- 1566, Édit de Moulins : réglementation du domaine royal, ancêtre du domaine public.
- 1568, Édit de Saint-Maur: interdiction du culte protestant et la suppression de toute liberté de culte. Les réformés sont privés de leurs charges et de leurs biens.
- 1570, Édit de Saint-Germain-en-Laye qui met fin à la troisième guerre de religion.
- 1573, Édit de Boulogne, accordant la liberté de culte aux protestants dans les villes de Montauban, La Rochelle, Nîmes auxquelles s'ajoute ultérieurement Sancerre[6].
- 1576, Édit de Beaulieu : reconnaissance du culte protestant, qui met fin à la cinquième guerre de religion.
- 1577, Édit de Poitiers restreignant la portée de l’édit de Beaulieu.
- 1579, Édit de Nérac : Confirmation de l'Édit de Poitiers. 14 places de sûreté supplémentaires pour les protestants.
- 1580, Édit de Stelun faisant droit aux plaintes du clergé sur la discipline et l'administration ecclésiastiques.
- 1585, Édit de Nemours portant sur le statut des protestants signé.
- 1588, Édit d'Union.

### Bourbons
- 1591, Édit de Mantes reprenant les dispositions de l'édit de Poitiers (1577), mais le parlement refuse d'en prendre acte.
- 1595, Édit de Chauny, refonte des institutions urbaines : le roi désigne selon son bon plaisir aux charges de prévôt des marchands, échevins et consuls en fonctions des institutions locales.
- 1597, Édit de Rouen portant sur l'administration de la justice, les évocations.
- 1598, Édit de Nantes qui autorise la liberté de culte.
- 1604, Édit de la Paulette, consacrant la transmission et l'hérédité des offices par la création d'un « droit annuel »[7].
- 1622, Édit de Montpellier, imposant aux protestants le démantèlement des fortifications de Montpellier, Nîmes et Uzès.
- 1629, Édit d'Alès, promulgué après la reddition de La Rochelle
- 1630, Édit de Troyes rassemblant Montferrand et Clermont pour former Clermont-Ferrand
- 1644, Édit du Toisé, établissant un nouvel impôt foncier royal.
- 1646, Édit du tarif, concernant les octrois.
- 1679, Édit de Saint-Germain-en-Laye qui autorise l'enseignement du droit romain à Paris et crée des chaires pour l'enseignement du « droit français contenu dans les ordonnances et dans les coutumes ».
- 1685, Édit de Fontainebleau qui révoque l'Édit de Nantes.
  - Ordonnance ou édit de mars 1685 touchant la police des îles de l'Amérique française
  - Ordonnance de mars 1685 sur les esclaves des îles de l'Amérique
- 1691, édit portant la création des officiers conservateurs des registres de baptêmes, mariages et sépultures. Ceux-ci reçoivent la copie du registre paroissial chaque année[8].
- 1692, Édit du Roy : Édit d'août 1692 portant création de maires perpétuels et d'assesseurs dans les hôtels de ville et communautés du royaume et arrêts du Conseil d’État qui modère les droits du marc d'or et du sceau des offices de maires, assesseurs et commissaires
- 1696, Édit de novembre 1696 : supprime le juge d'armes, et crée une grande maîtrise générale et dépôt public des armes et blasons du royaume.
- 1697, Édit de Versailles : création d'un procureur du roi en chaque généralité près les intendants et commissaires des parties.
- 1706, Édit portant création des Offices des greffiers conservateurs[9]
- 1716, Édit du roi portant suppression des Offices des Greffiers conservateurs des saisies et oppositions faites entre les mains des Gardes du Trésor Royal[10].
- 1718, Édit du roi concernant la Ferme générale du tabac[11]
- 1771, Édit de novembre 1771 portant rétablissement dans chacune des villes et communautés du royaume où il y a corps municipal d'offices de conseillers-maires, lieutenants de maires, secrétaires-greffiers, conseillers, échevins, jurats, consuls...
- 1774, Édit promulguant la libéralisation du commerce des grains.
- 1776, Édits de Turgot.
- 1781, Édit de Ségur qui ferme l'accès au commandement de l'armée aux roturiers.
- 1787, Édit de Versailles, édit de tolérance indiquant que les actes de naissance, mariage et décès des protestants sont constatés par les officiers de la justice royale.